# Grafton County
Grafton County is een county in de Amerikaanse staat New Hampshire.
De county heeft een landoppervlakte van 4.438 km² en telt 81.743 inwoners (volkstelling 2000). De hoofdplaats is Haverhill.

## Lakes Region
Grafton County valt binnen de Lakes Region. Binnen de county liggen onder andere de meren Newfound Lake, Profile Lake en Lake Tarleton.

## Bevolkingsontwikkeling
Belknap County · 
Carroll County · 
Cheshire County · 
Coös County · 
Grafton County · 
Hillsborough County · 
Merrimack County · 
Rockingham County · 
Strafford County · 
Sullivan County